# سيفيرن كوليس سوزوكي
سيفيرن كوليس سوزوكي (من مواليد 30 نوفمبر 1979) ناشطة بيئية كندية ومتحدث ومضيف تلفزيوني ومؤلف. لقد تحدثت في جميع أنحاء العالم حول القضايا البيئية، وحثت المستمعين على تحديد قيمهم، والعمل مع وضع المستقبل في الاعتبار، وتحمل المسؤولية الفردية. هي ابنة عالم البيئة الكندي ديفيد سوزوكي.

## حياتها الشخصية
ولدت كوليس سوزوكي في فانكوفر، كولومبيا البريطانية. والدتها كاتبة تارا إليزابيث كوليس. والدها عالم الوراثة والناشط البيئي ديفيد سوزوكي، هو من الجيل الثالث من الكندي الياباني. أثناء التحاقها بمدرسة لورد تينيسون الابتدائية في مدرسة الغمر الفرنسية في سن التاسعة، أسست منظمة الأطفال البيئية، وهي مجموعة من الأطفال مكرسين لتعلم وتعليم الشباب الآخرين حول القضايا البيئية. في عام 1992، في سن الثانية عشرة، جمعت كوليس سوزوكي الأموال من أعضاء منظمة التعاون الاقتصادي لحضور قمة الأرض في ريو دي جانيرو. جنبا إلى جنب مع أعضاء المجموعة ميشيل كويج وفانيسا سوتي ومورجان جيزلر، قدمت كوليس سوزوكي القضايا البيئية من منظور الشباب في القمة، حيث تم الإشادة بها لإلقاء خطاب أمام المندوبين. ومنذ ذلك الحين، أصبح الفيديو ذائع الصيت، حيث عُرف باسم «الفتاة التي أسكتت العالم لمدة 5 دقائق». في خطابها عام 1992، قالت:«أخشى الخروج في الشمس الآن بسبب الثقب الموجود في الأوزون. أخشى أن أستنشق الهواء لأنني لا أعرف المواد الكيميائية الموجودة فيه.»
في عام 1993، تم تكريمها في قائمة الشرف العالمية 500 لبرنامج الأمم المتحدة للبيئة. في عام 1993، نشرت دابل داي كتابها أخبر العالم، وهو كتاب من 32 صفحة عن الخطوات البيئية للعائلات.
تخرجت كوليس سوزوكي من جامعة ييل عام 2002 بدرجة البكالوريوس. في علم البيئة وعلم الأحياء التطوري. بعد جامعة ييل، أمضت كوليس سوزوكي عامين في السفر. شاركت كوليس سوزوكي في استضافة مهمة سوزوكي الطبيعة، وهو مسلسل تلفزيوني للأطفال تم بثه على ديسكفري للأطفال في عام 2002.
في أوائل عام 2002، ساعدت في إطلاق مركز أبحاث على الإنترنت يسمى مشروع سكاي فيش.بصفتها عضوًا في الفريق الاستشاري الخاص لكوفي عنان، قدمت هي وأعضاء مشروع سكاي فيش مشروعهم الأول، وهو تعهد يسمى «الاعتراف بالمسؤولية»، إلى القمة العالمية حول التنمية المستدامة في جوهانسبرج في أغسطس 2002. تم حل مشروع سكاي فيش في عام 2004 حيث أعادت كوليس سوزوكي تركيزها إلى المدرسة. التحقت ببرنامج الدراسات العليا في جامعة فيكتوريا لدراسة علم النبات العرقي تحت إشراف نانسي تورنر، وانتهت في عام 2007.
سيفيرن متزوجة وتعيش مع زوجها وولديها في هايدا جواي، كولومبيا البريطانية.
سيفيرن كوليس سوزوكي هو الشخصية الرئيسية في الفيلم الوثائقي سيفيرن، صوت أطفالنا، من إخراج جان بول جود وتم إصداره في فرنسا في 10 نوفمبر 2010.
كوليس سوزوكي عضو في المجلس الدولي لميثاق الأرض.